# De Venen
De Venen is een wijk in de plaats Drachten in de gemeente Smallingerland. De Venen grenst aan de wijken De Wiken, De Bouwen en de Wiken-Oost, en heeft 2.750 inwoners (2021).